# Rue de la République (Puteaux)
Pour les articles homonymes, voir Rue de la République.
La rue de la République est une voie de communication située à Puteaux (Hauts-de-Seine). Son tracé correspond à celui de la route départementale 4.

## Situation et accès
Cette rue est desservie par la gare de Puteaux.
Partant de la place des Bergères et se dirigeant vers le sud-est, elle rencontre notamment la rue Bernard-Palissy, la rue Cartault, croise la rue Anatole-France et marque le début de la rue Rousselle.

## Origine du nom

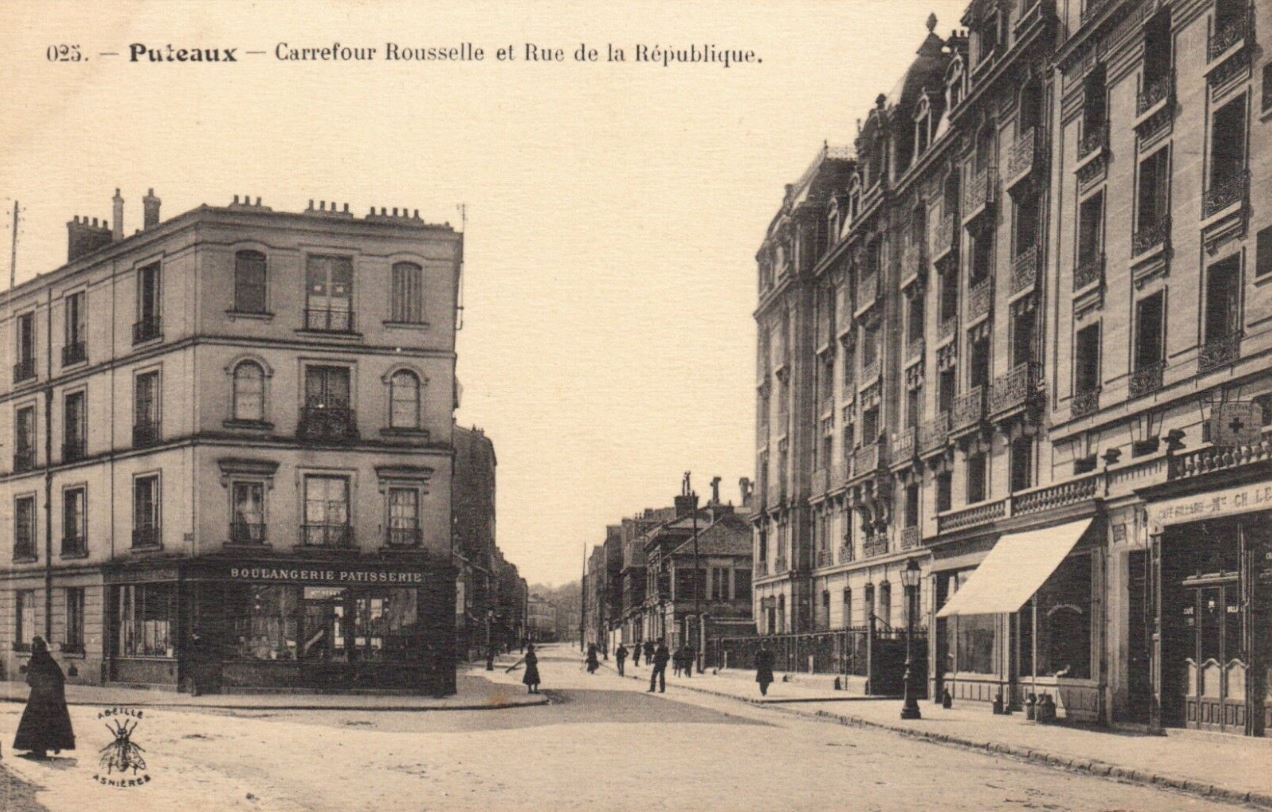
Rue Rousselle et rue de la République, vers 1900.

Elle est nommée ancienne route de Saint-Germain en 1763. Elle prend son nom actuel en 1881 au début de la Troisième République.

## Historique

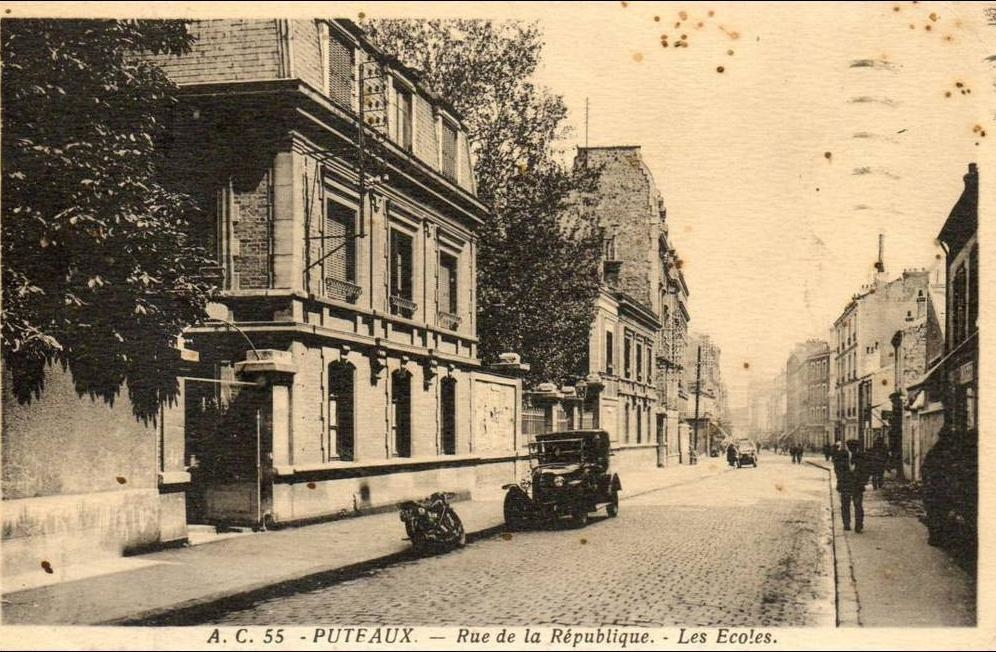
La rue de la République.

Il est envisagé que cet axe existait dès l’époque gallo-romaine, comme en témoignent des pièces de monnaie gauloises  retrouvées dans les environs. Figurant sur le plan de 1669, c'est le plus ancien axe traversant la ville.
Cette voie a d'abord été couramment appelée « vieille route de Saint-Germain ». En 1851, elle est renommée « rue de Saint-Germain » avant de prendre son nom actuel en 1881. 
En 2009, cette rue est en partie piétonnisée.

## Bâtiments remarquables et lieux de mémoire

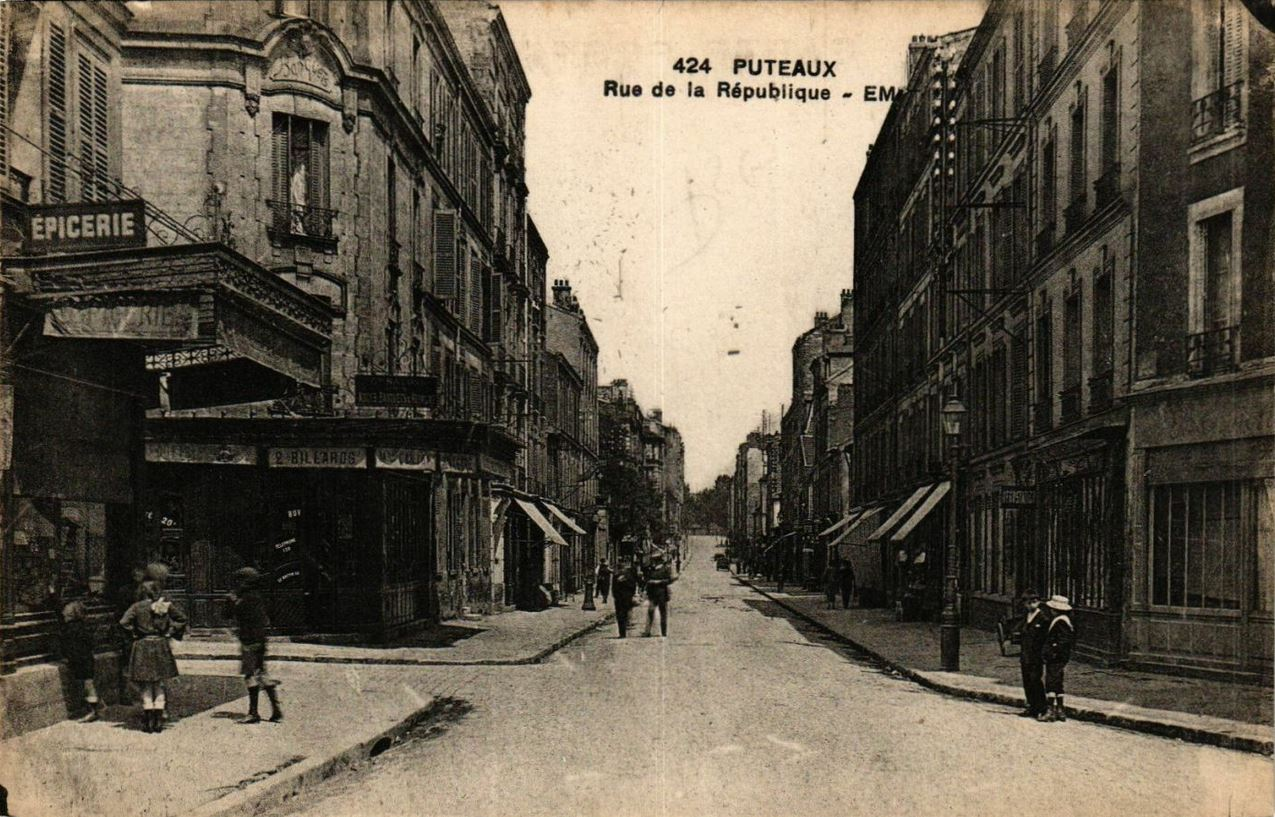
Rue de la République à Puteaux.

- Chimène Badi (1982), chanteuse, a vécu rue de la République.
- Hôtel de ville de Puteaux.
- Gare de Puteaux, sur la ligne de Paris-Saint-Lazare à Versailles-Rive-Droite, ouverte en 1840.
- Butte de Chantecoq, élévation naturelle, sur laquelle se trouve un moulin datant de 1648.
- Jardin des Vignes.
- Immeuble Le Diamant (1991)[4].
- Maison de Charles Lorilleux, entrepreneur et ancien maire de la ville, qui créa en 1824 près du moulin de Chantecoq la première usine de ce type en France[5].